# Климович, Люциан Ипполитович
Люциа́н Ипполи́тович Климо́вич (22 сентября [5 октября] 1907, Казань — 19 июля 1989, Москва) — советский востоковед, литературовед и исламовед. Профессор (1933). Член Союза писателей СССР (1949). Заслуженный работник культуры РСФСР (1982).

## Биография
Родился 22 сентября [5 октября] 1907 в семье врача.
В 1929 году окончил иранское отделение лингвистический факультет ЛГУ.
В 1931—1933 годах преподавал в Татарском педагогическом институте, в 1932—1934 годах — в Коммунистическом университете трудящихся Востока, в 1934—1953 годах — в Московском областном педагогическом институте, в 1960—1989 годах — в Литературном институте имени А. М. Горького.
Автор более 500 работ, включая критические публикации по исламу в России XVII–XX вв., литературоведению и теории перевода. Один из авторов «Атеистического словаря». Также является автором множества хрестоматий переводов на русский язык ираноязычных и тюркоязычных писателей Ближнего и Среднего Востока, Кавказа и Средней Азии.

## Отзывы

### Положительные
Востоковед Д. Ю. Арапов отмечает, что «среди сочинений Климовича выделяется сборник статей „Ислам в царской России“, сохранивший познавательную ценность благодаря использованию недоступных ныне материалов».
Кандидат исторических наук, доцент кафедры истории и культурологии Самарского филиала МГПУ Ю. Н. Гусева считает, что Климович «крупный исламовед».

### Критические
Главный редактор журнала «Наука и религия» О. Т. Брушлинская отмечает, что: 
Тогда говорили, что в советском атеизме три «К» — Крывелёв, Кочетов и Климович, которые основательно громили соответственно христианство, буддизм и ислам. Все они очень стремились на страницы журнала. Но мы старались так редактировать их статьи, чтобы хотя бы не допускать оскорбления чувств верующих. Конечно, мы выполняли поставленную нам задачу — показывать преимущества научного мировоззрения. Но это не было дикое, воинствующее безбожие. Мы всегда отстаивали свободомыслие в высоком смысле этого слова.
Семён Липкин вспоминал:
В молодости он пытался изучить арабский язык, но, одолев алфавит, не очень лёгкий, дальше не пошёл… занялся борьбой с исламом, выдвинулся как эрудированный атеист, стал профессором (без докторской степени), печатал в солидном количестве компилятивные статейки, паразитируя на трудах серьёзных учёных. <…> Климович составил для Фадеева печально известное выступление, в котором Фадеев бичевал родоначальника нашей исторической поэтики А. Н. Веселовского… Климович подвёл Фадеева, спутав А. Н. Веселовского с другим Веселовским, у которого были те же инициалы… …не зная ни персидского, ни арабского, вообще ни одного восточного языка, он обладал сильной, своеобразной памятью нетворческого человека, цитировал наизусть страницы из прочитанных трудов…
Кирилл Корчагин:
Разговор о мусульманских аспектах культуры Средней Азии и Кавказа уже к 1940-м годам был блокирован тем, что в дискуссии об исламе победила нигилистическая точка зрения Люциана Климовича, ставшего благодаря своеобразному полемическому таланту едва ли не основным экспертом по исламу в Советском Союзе — несмотря на незнание восточных языков и весьма косвенное отношение к мусульманской культуре.

## Сочинения

### Книги
- Климович Л. И. Социалистическое строительство на Востоке и религия. М. Л.: Московский рабочий, 1929. 205 с.
- Климович Л. И. Содержание Корана. — М., 1929; 2-е изд., перераб. М., 1930.
- Климович Л. И. Мусульманам дают халифа : К панмусульманскому конгрессу в г. Иерусалиме в дек. 1931 г / Л. И. Климович; Центр. совет Союза воинств. безбожников СССР. М.: ГАИЗ, 1932. 96 с.
- Климович Л. И. Курбан-байрам: праздник жертвоприношения и паломничество мусульман в Мекку. — М.: ОГИЗ, 1933.
- Климович Л. И. Примитивные религии — тормоз социалистического строительства : [Пояснит. текст к серии диапозитивов] № 352 / Л. И. Климович; Ф-ка киноплен. диапозитивов треста «Союзтехфильм». М.: тип. Госиздата ССР Армении, 1933. 15 с.
- Климович Л. И. Курбан байрам : [Пояснит. текст к серии диапозитивов] № 321 / Л. И. Климович; Под общ. ред. ЦС Союза воинств. безбожников Ф-ка киноплен. диапозитивов треста «Техфильм» Союзкино. М.: тип. Госиздата ССР Армении, 1933. — 17 с.
- Климович Л. И. Борьба за освобождение женщины Востока и религия : [Пояснит. текст к серии диапозитивов] № 339 / Л. И. Климович; Под общ. ред. ЦС СВБ Ф-ка киноплен. диапозитивов треста «Союзтехфильм». М. : тип. «6 Октябрь», 1933. 18 с.
- Климович Л. И. Борьба за трудящуюся молодежь на Востоке и религия : [Пояснит. текст к серии диапозитивов] № 375 / Л. Климович; Под общ. ред. ЦС Союза воинств. безбожников Фабрика киноплен. диапозитивов треста «Техфильм» Союзкино. М. : тип. Госиздата ССР Армении, 1933. 23 с.
- Климович Л. И. Классовая сущность ислама : (Объяснительный текст к серии диапозитивов) / Л. И. Климович; Центр. совет Союза воинствующих безбожников СССР. М. : 5 тип. Трансжелдориздата, 1936. 21 с.
- Климович Л. И. Ислам в царской России: Очерки. М.: ГАИЗ, 1936. 408 с.
- Климович Л. И. Об исламе. М. : изд. и ф-ка юнош. книги изд-ва «Молодая гвардия», 1937. 79 с. Тираж 15 000
- Климович Л. И. Курбан-байрам : Его происхождение, классовая сущность и реакционная роль. — Грозный : Чечингосиздат, 1940. 60 с.
- Климович Л. И. Долой паранджу! / Люциан Климович. М.: ГАИЗ, 1940. 64 с.
- Климович Л. И. Праздники и посты ислама : Мусульманский календарь, ураза, ураза-байрам, курбан-байрам / Под ред. А. Б. Рановича; Ин-т философии Акад. наук СССР, Сектор истории религии и атеизма. М.: ГАИЗ, 1941. 104 с.
- Климович Л. И. Хрестоматия по литературе народов СССР : Литература: тадж., азерб., узб., туркм., киргиз., каз. : Для высш. учеб. заведений / Сост., коммент. и снабдил очерками Л. И. Климович. М. : Учпедгиз, 1947. 832 с. (2-е изд., перераб. и доп. 1959. 974 с.)
- Климович Л. И. Литература народов СССР : Сборник для 10-го класса сред. школы / Сост. Л. И. Климович. М.: Учпедгиз, 1954. 128 с. (2-е изд., 1955; 3-е изд., 1955; 4-е изд., 1957; 5-е изд., 1959; 6-е изд., 1959; 7-е изд., 1960; 9-е изд., 1961; 10-е изд., 1962)
- Советские писатели Таджикистана: Биогр. справки / Декада Тадж. сов. литературы в Москве.: Сост. Л. И. Климович. — Сталинабад : Таджикгосиздат, 1949 (Полиграфкомбинат). 116 с.
- Климович Л. И. Материалы к лекции по теме «Ислам, его происхождение и классовая сущность». М.: Всесоюз. о-во по распространению полит. и науч. знаний, 1954. 31 с.
- Климович Л. И. Ислам, его происхождение и сущность. Уфа : Башкнигоиздат, 1956. 64 с.
- Климович Л. И. Ислам, его происхождение и социальная сущность / Всесоюз. о-во по распространению полит. и науч. знаний. М.: Знание, 1956. 40 с.
- Климович Л. И. Современный ислам // Наука и религия: сборник. — М., 1957.
- Климович Л. И. Обряды, праздники и культ святых в исламе / Отд-ние О-ва по распространению полит. и науч. знаний РСФСР в Чечено-Ингуш. АССР. Грозный : Чечено-Ингуш. кн. изд-во, 1958. 63 с.
- Климович Л. И. Ислам и женщина / О-во по распространению полит. и науч. знаний РСФСР. М. : Знание, 1958. 47 с.
- Климович Л. И. Коран и его догматы. Алма-Ата: Казгосиздат, 1958. 52 с.
- Климович Л. И. Из истории литератур Советского Востока. М.: Гослитиздат, 1959. 351 с.
- Климович Л. И. Ислам: Очерки / Акад. наук СССР. М.: Изд-во Акад. Наук СССР, 1962. 288 с. (Научно-популярная серия)
- Климович Л. И. Ислам / Акад. наук СССР. 2-е изд., доп. М.: Наука, 1965. 334 с. (Научно-популярная серия)
- Климович Л. И. Знание побеждает: (Некоторые вопросы критики ислама). М.: Знание, 1967. 63 с. (Новое в жизни, науке, технике. 12 серия. Естествознание и религия; 2)
- Песня, ставшая книгой. Рожденная Октябрем поэзия: Сборник стихов / Сост. и авт. вступ. ст. Л. И. Климович. М. : Художественная литература, 1967. 719 с.
- Климович Л. И. Наследство и современность : Очерки о национальных литературах. — М.: Советский писатель, 1971. 384 с. (2-е изд., доп. М. 1975. 415 с.)
- Климович Л. И. Мыслители Востока об исламе. М. : Знание, 1975. 64 с. (Новое в жизни, науке, технике. Серия «Научный атеизм»; 7)
- Климович Л. И. Литература народов СССР: Хрестоматия: [Учеб. пособие для Х кл. сред. школы] / Сост. Л. И. Климович. М : Просвещение, 1976. 448 с. (2-е изд., 1979; 3-е изд., испр., 1982. 431 с.; 4-е изд., дораб. 1987. 447 с.)
- Климович Л. И. Писатели Востока об исламе. М.: Знание, 1978. 64 с. (Новое в жизни, науке, технике. Серия «Научный атеизм»; № 12)
- Сказания столетий : Эпос народов СССР / [Сост., авт. предисл. и коммент. Л. И. Климович, В. Н. Осокин; Худож. С. Миклашевич]. М : Молодая гвардия, 1981. 431 с.
- Климович Л. И. Историзм, идейность, мастерство : Исследовательские этюды. М : Советский писатель, 1985. 256
- Климович Л. И. Книга о Коране, его происхождении и мифологии Архивная копия от 23 июля 2015 на Wayback Machine. — 2-е изд., доп. — М.: Политиздат, 1988. — 286 с. ISBN 5-250-00021-5

### Статьи
- Климович Л. И. Хаджж — священный вампир ислама // Атеист. — 1930. — № 53 (июнь).
- Климович Л. И. Культ святых в исламе и исследования о нём Игнатия Гольциэра. // Гольдциэр И. Культ святых в исламе. (Мухамеданские эскизы) — М.: ГАИЗ, 1938. С. 3-20
- Климович Л. И. Алишер Навои и его творчество" // Навои А. Семь планет: Поэма : Для ст. возраста/ Пер. С. И. Липкина; Вступ. статья Л. Климович. Ил.: Ю. Рейнер. М. ; Л. : Изд-во и ф-ка дет. книги Детгиза в Москве, 1949. — С. 5-26 — 268 с.
- Климович Л. И., Скосырев П. Основные этапы развития туркменской поэзии // Антология туркменской поэзии. М. : Гослитиздат, 1949. С. 5-25. 574 с.
- Климович Л. И. Борьба ортодоксов и модернистов в исламе // Вопросы научного атеизма. Вып. 2. Модернизация религии в современных условиях / Акад. обществ. наук ЦК КПСС. Ин-т научного атеизма. — М.: Мысль, 1966. — С. 65—88. — 439 с. — 23 000 экз.

### Рецензии
- Климович Л. И. Рец.: [Абу-л-Ала’ал-Ма’ари. Рисалат алмала’ика. Издание текста, перевод и комментарии И. Ю. Крачковского. Института востоковедения Академии наук СССР. III. Изд. Акад. наук СССР. Л, 1932. Тираж 1000 экз. С. IV+VIII+114] // Антирелигиозник. Двухнед. науч.-метод. журн. № 15-16. — М.: ОГИЗ, ГАИЗ, 1932. — С. 58-59
- Климович Л. И. Интересное исследование проблем ислама (О книге Е. А. Беляева «Арабы, ислам и Арабский халифат в раннее средневековье», изд. 2. М., издательство «Наука», 1966, 280 стр.) // Вопросы научного атеизма. Вып. 5 / Редкол. сб. А. Ф. Окулов (отв. ред.) и др.; Акад. обществ. наук ЦК КПСС. Ин-т научного атеизма. — М.: Мысль, 1968. — С. 381—387. — 429 с. — 20 000 экз.

### Редакция
- Турсун-заде М. Избранное : Пер. с тадж / [Ред. Л. И. Климович; Ил.: Б. Серебрянский]. Сталинград : Таджгосиздат, 1949. 160 с.
- От берегов Пянджа : Стихи мая — авг. 1949 г.: Сборник: Пер с тадж / Под ред. Л. И. Климовича; Предисл. С. Бородина. [с. 3-7]. Сталинабад : Таджикгосиздат, 1949. 83 с.
- Махтумкули Избранные стихи / Пер. с туркм. А. Тарковского и др.; Под ред. А. Дейча. Предисл. Е. Бертельса. ["Махтум-Кули", с. 5-10.] Коммент. Л. И. Климович. М.: Гослитиздат, 1948. 376 с.